# Google knjige
Google knjige Googleova je tražilica za pretragu punog teksta knjiga koje Google skenira i pohranjuje u svoju digitalnu bazu podataka. Nekada se ta usluga nazivala Google Print, a pod tim nazivom je i predstavljena na Frankfurtskom sajmu knjiga u listopadu 2004.

## Upotreba
Prilikom relevantnih rezultata u odnosu na korisnikov tekstualni unos, do tri rezultata iz Googleova Book Search indeksa se prikažu iznad ostalih rezultata iz standardnog Web Search indeksa. Korisnik također može ograničiti svoj upit samo na knjižnu bazu podataka. Odabir predmeta iz Google Book Search rezultata otvara sučelje u kojem korisnik može gledati stranice iz same knjige, kao i druge prijedloge u odnosu na njegov upit, nerijetko reklamnog karaktera, i poveznice na stranice izdavača. Kroz neke restrikcije dostupnosti i sigurnosne mjere, Google ograničava broj pogledanih stranica i pokušava spriječiti tiskanje i kopiranje teksta sa zaštićenim pravima.
Google Book Search je još uvijek u beta fazi svoga razvoja, međutim baza podataka koja stoji iza projekta neprestano raste, s već više od stotinu tisuća naslova koje su dodali izdavači i autori i oko deset tisuća radova iz javnog sektora. Sučelje dozvoljava kopiranje radova koji nisu zaštićeni autorskim pravom, i to u PDF formatu.

## Tehnika
Najčešće se knjige skeniraju pomoću digitalnih fotoaparata u posebnom okruženju, s kvalitetnim svijetlom. Drugi način je uz uporabu robotskog skenera knjiga. U njega čovjek postavlja knjigu, a on digitalnom kamerom skenira oko 1000 stranica u satu. Moguće je da se listovi presavinu i to onemogućava njihovo čitanje. Pretpostavlja se (New York Times) da je Google već digitalizirao oko milijun knjiga koje čekaju katalogiziranje u indeks, što je koštalo oko 5 milijuna dolara (cijeli projekt procjenjuje se na 100 milijuna dolara).

## Kritike
Ovaj alat je, međutim, još uvijek kontroverzan. Dok mnogi hvale inicijativu pružanja dostupnosti budućoj najvećoj riznici ljudskog znanja, izdavačka industrija i grupe pisaca neprestano kritiziraju projekt zbog povrede autorskih prava. Znatan broj europskih političara i intelektualaca kritizira Googleovu ulogu u «imperijalizaciji jezika». Glavni argument takvim tvrdnjama jest činjenica da je velika većina skeniranih djela na engleskom jeziku, što će rezultirati u disproporciji jezika u digitalnom svijetu spram onih u realnom svijetu. Njemački, ruski i francuski su, primjerice, vrlo popularni jezici u akademskoj zajednici; pretjerana orijentacija na engleski bi mogla usmjeriti smjer akadamskog razvoja. U svakom slučaju, ovaj projekt će prije nego izađe iz beta faze razvoja morati dati odgovore na ove kritike.

## Vanjske poveznice
- (hrv.) http://books.google.hr/
- (engl.) http://books.google.com/